# 木内信敬
木内 信敬（きうち のぶゆき、1917年11月8日 - 1997年8月7日）は、日本のアメリカ文学者、千葉大学名誉教授。

## 略歴
東京府東京市本郷区（現・東京都文京区）生まれ。
1940年東京帝国大学英文科卒。1950年より千葉大学助教授、1968年より教授を務め、1981年定年退官、名誉教授。1983年東洋女子短期大学教授、1991年より学長。1994年、勲三等旭日中綬章を受章。1997年、膵臓癌のため死去。
日本におけるジプシー（ロマ）研究のさきがけであった。

## 著書
- 『青空と草原の民族 変貌するジプシー』（白水社、白水叢書） 1980.11
- 『ジプシーの謎を追って』（筑摩書房、ちくまプリマーブックス） 1989.9

## 共著
- 『総合研究アメリカ』（実教出版）1992.4

## 翻訳
- 『絶望の青春』（ジャック・ロンドン、斎藤数衛共訳、新鋭社） 1956
- 『勇者よ永遠に』（マッキンレー・キャンター、堀川徹夫共訳、荒地出版社、現代アメリカ文学全集4） 1957
- 『亡き妻フィービ・アルバーティン』（セオドア・ドライサー、斎藤光共訳、南雲堂、双書・20世紀の珠玉） 1960
- 『この世で一番すばらしいもの』（ノーマン・メイラー、荒地出版社、現代アメリカ文学選集6） 1968
- 『閉ざされた社会 アメリカ深南部からの報告』（エリザベス・サザーランド編、サイマル出版社） 1969
- 『ジプシー』（ジュール・ブロック、白水社 文庫クセジュ） 1973
- 『ブロンテ姉妹とその世界』（フィリス・ベントリー、PARCO出版局） 1976.1、新潮文庫 1996
- 『プラハの妖術師』（F・M・クロフォード、国書刊行会 ゴシック叢書） 1979.7
- 『旅するジプシーの人類学』（ジュディス・オークリー、晶文社） 1986.9
- 『ジプシーの魔術と占い』（チャールズ・G・リーランド、国文社 アウロラ叢書） 1986.10

## 参考
- 『ジプシー』訳者紹介
- 読売新聞の訃報記事
- 官報1940年5月16日